# Veitchia spiralis
Veitchia spiralis är en enhjärtbladig växtart som beskrevs av Hermann Wendland. Veitchia spiralis ingår i släktet Veitchia och familjen Arecaceae. IUCN kategoriserar arten globalt som nära hotad. Inga underarter finns listade i Catalogue of Life.

## Bildgalleri

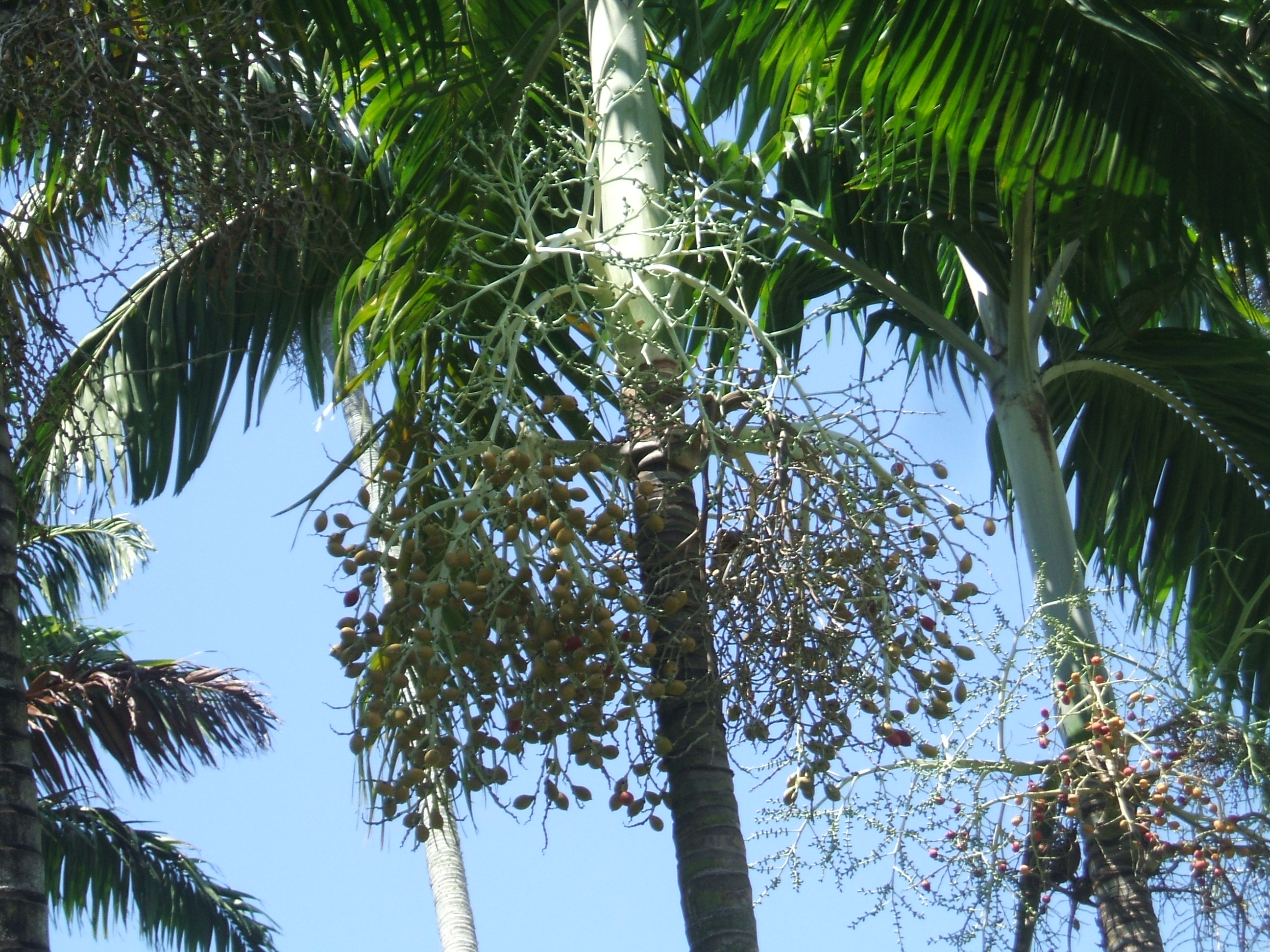
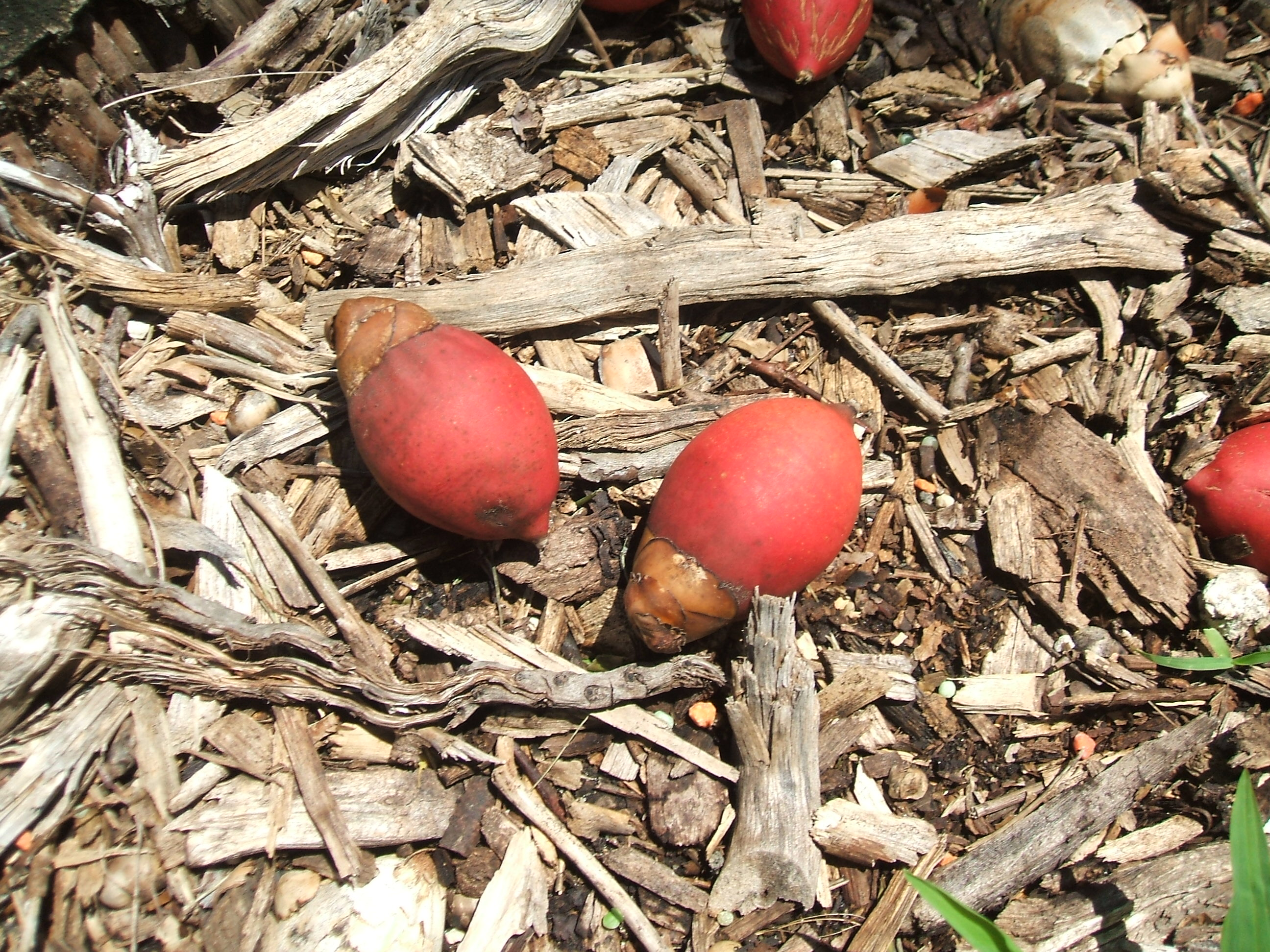